# تکثیر سلولی

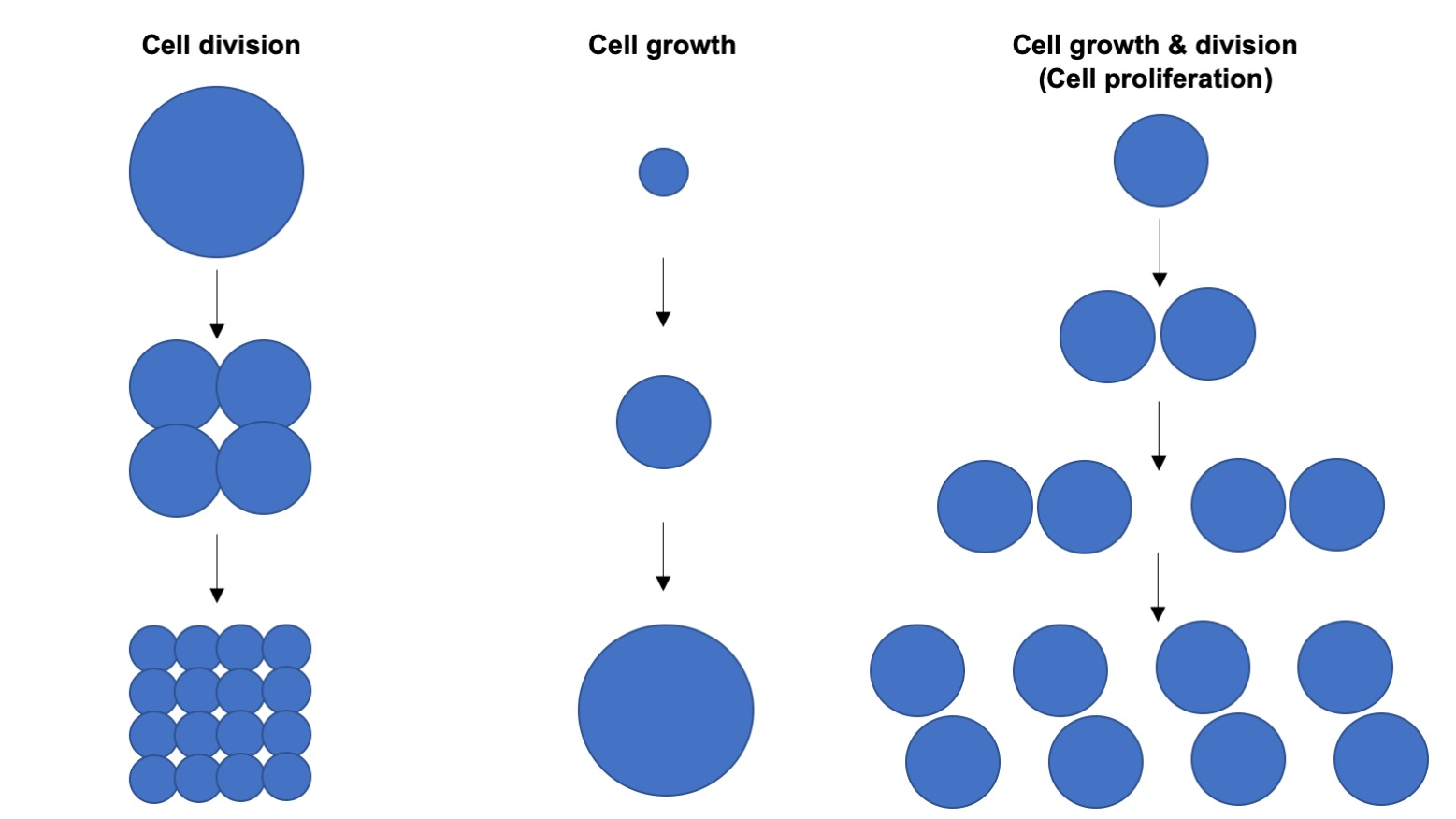
تقسیم سلولی، رشد و تکثیر

تکثیر سلولی (به انگلیسی: Cell proliferation) فرآیندی است که طی آن یک سلول رشد و تقسیم می‌شود تا دو سلول دختر تولید کند. تکثیر سلولی سبب افزایش تصاعدی در تعداد سلول‌ها می‌شود و بنابراین یک سازوکار سریع رشد بافت است. تکثیر سلولی نیاز به رشد و تقسیم سلولی همزمان دارد، به طوری که اندازه متوسط سلول‌ها در جمعیت ثابت می‌ماند. تقسیم سلولی می‌تواند بدون رشد سلولی رخ دهد و سلول‌های به تدریج کوچک‌تر تولید کند (مانند شکاف زیگوت)، در حالی که رشد سلولی می‌تواند بدون تقسیم سلولی برای تولید یک سلول بزرگ‌تر (مانند رشد نورون‌ها) رخ دهد؛ بنابراین، تکثیر سلولی مترادف با رشد یا تقسیم سلولی نیست، برخلاف اینکه این اصطلاحات گاهی به جای یکدیگر استفاده می‌شوند.
سلول‌های بنیادی تحت تکثیر سلولی قرار می‌گیرند تا سلول‌های دختری «تقویت‌کننده ترانزیت» در حال تکثیر را تولید کنند که سپس برای ساختن بافت‌ها در طول رشد طبیعی و رشد بافت، در طی بازسازی بافت پس از آسیب یا در سرطان تمایز پیدا می‌کنند.
تعداد کل سلول‌ها در یک جمعیت با سرعت تکثیر سلولی منهای میزان مرگ سلولی تعیین می‌شود.
در جانداران تک‌سلولی، تکثیر سلولی تا حد زیادی به در دسترس بودن مواد مغذی در محیط (یا محیط رشد آزمایشگاهی) پاسخ می‌دهد.
تکثیر کنترل‌نشده سلولی که سبب افزایش نرخ تکثیر یا عدم موفقیت سلول‌ها در توقف تکثیر خود در زمان طبیعی می‌شود، یکی از دلایل سرطان است.